# Джон фон Нейман
Джон фон Не́йман чи Джон фон Но́йман (англ. John von Neumann), Нейман Янош Лайош (угор. Neumann János Lajos; Йоганн фон Нойман (нім. Johann von Neumann; 28 грудня 1903 — 8 лютого 1957) — американський математик угорського походження, що зробив значний внесок у квантову фізику, функціональний аналіз, теорію множин, інформатику, економічні науки та в інші численні розділи знань. Він став засновником теорії ігор разом із Оскаром Морґенштерном у 1944 році. Розробив архітектуру (так звану «архітектуру фон Неймана»), яка використовується в усіх сучасних комп'ютерах.

## Біографія
Янош Лайош Нейман народився в Будапешті (Австро-Угорська імперія). Він був старшим з трьох синів у єврейській сім'ї заможного будапештського банкіра Макса Неймана (угор. Neumann Miksa) і Маргарет Канн (угор. Kann Margit). Янош, або просто «Янсі», був незвичайно обдарованою дитиною, цікавився математикою, природою чисел і логікою навколишнього світу.
1911 року вступив до Лютеранської гімназії. 1913 року його батько отримав дворянський титул, і Янош разом з австрійським і угорським символами знатності — частка фон (von) до австрійського прізвища і титулом Маргиттаї (Margittai) в угорському іменуванні — став називатися Янош фон Нейман або Нейманом Маргиттаї Янош Лайош. Під час викладання в Берліні та Гамбурзі його називали Йоганном фон Нейманом. Пізніше, після переїзду в 1930-тих роках до США, він своє ім'я на англійський зразок змінив на Джон. Цікаво, що брати фон Неймана після переїзду в США отримали зовсім інші прізвища: Воннеуманн (Vonneumann) і Ньюман (Newman).
Джон Фон Нейман здобув ступінь доктора філософії з математики (з елементами експериментальної фізики і хімії) в університеті Будапешта у 23 роки. Одночасно він вивчав хімічну інженерію у швейцарському Цюриху (Макс фон Нейман вважав професію математика недостатньою для того, щоб забезпечити надійне майбутнє сина). З 1926 по 1930 роки Джон фон Нейман був приват-доцентом в Берліні.
У 1930 році фон Нейман був запрошений на викладацьку посаду в американський Принстонський університет. Був одним з перших запрошених на роботу в заснований в 1930 році науково-дослідний Інститут перспективних досліджень (англ. Institute for Advanced Study), що також розташовувався в Принстоні, де з 1933 року і до самої смерті посідав професорську посаду.
У 1936—1938 роках Алан Тюрінг захищав в інституті під керівництвом Алонзо Черча докторську дисертацію. Це сталося незабаром після публікації в 1936 році статті Тюрінга «On Computable Numbers with an Application to the Entscheidungs problem», яка включала концепції логічного проєктування та універсальної машини. Фон Нейман, поза сумнівом, був знайомий з ідеями Тюрінга, проте невідомо, чи застосовував він їх в проєктуванні IAS-машини десять років опісля.
У 1937 році фон Нейман став повноправним громадянином США. У 1938 він був нагороджений премією імені М. Бохера за свої роботи в області аналізу.
Фон Нейман був одружений двічі. Вперше він одружився з Марієтт Кевеші (Mariette Kövesi) в 1930 році. Фон Нейман навіть погодився перейти в католицтво, щоб догодити її сім'ї. Шлюб розпався в 1937 році, а вже в 1938 він одружився з Кларою Ден (Klara Dan). Від першої дружини у фон Неймана народилася дочка Марина — в майбутньому відомий економіст.
У 1957 році фон Нейман захворів на рак кісток, який, можливо, спричинило радіоактивне опромінювання при дослідженні вибуху атомної бомби та його наслідків в Тихому океані або, можливо, при подальшій роботі в Лос-Аламосі, штат Нью-Мексико (його колега, піонер ядерних досліджень Енріко Фермі, помер від раку шлунка в 1954 році). Через кілька місяців після постановки діагнозу фон Нейман помер у важких муках.

## Внесок в науку
Внесок фон Неймана у розвиток багатьох галузей математики є значним. Перші його роботи, написані під впливом Давида Гільберта, присвячено основам математики. Нейман запропонував загальноприйняте тепер означення ординала, він сформулював аксіому регулярності, що включена в аксіоматичні системи ZFC Цермело-Френкеля та NBG фон Неймана-Бернайса-Геделя. На основі цієї аксіоми фон Нейман розробив кумулятивну ієрархію універсуму. Визнанням внеску фон Неймана у теорію множин є загальноприйняте тепер позначення {\displaystyle \mathbf {V} } класу усіх множин першою літерою прізвища фон Неймана. Коли Курт Гедель довів нездійсненність запропонованої Гільбертом програми, фон Нейман залишив дослідження у теорії множин та взявся до функціонального аналізу і його застосувань у квантовій механіці. Нейману належить чітке математичне формулювання принципів квантової механіки, зокрема, її ймовірнісна інтерпретація; його праця «Математичні основи квантової механіки» (Mathematische Grundlagen der Quantenmechanik, 1932) вважається класичною. 1932 року Нейман довів еквівалентність хвильової та матричної механіки. Дослідження основ квантової механіки спонукало його до глибшого вивчення теорії операторів і створення теорії необмежених операторів.
Праці Неймана справили вплив на економічну науку. Учений став одним з творців теорії ігор — галузі математики, яка вивчає ситуації, пов'язані з ухваленням оптимальних рішень. Застосування теорії ігор до розв'язання економічних задач виявилось не менш значним, ніж сама теорія. Результати цих досліджень було опубліковано в спільній з економістом О. Моргенштерном праці «Теорія ігор і економічна поведінка» (The Theory of Games and Economic Behavior, 1944).
Третьою галуззю наук, на яку мала вплив творчість фон Неймана, стала теорія обчислювальних машин і аксіоматична теорія автоматів. Справжнім пам'ятником його досягненням є власне комп'ютери, принципи дії яких було розроблено саме Нейманом (частково — спільно з Г. Голдстайном).

## Вшанування
- На честь математика названо астероїд 22824 фон Нейман.